# Облога Вільна (1661)
Обло́га Ві́льна (1661) — одна з подій російсько-польської війни 1654—1667. Польсько-литовське військо в результаті 16-місячної осади московського гарнізону під командуванням воєводи князя Данила Мишецького зайняло місто.

## Передісторія
На початку 1660-х років московська армія програла битву під Полонкою, тому армія князя Івана Хованського відступу з Центральної Білорусі. Відповідно, війська Речі Посполитої почали повертати під свій контроль землі Великого князівства Литовського. У кількох великих містах (Вільно, Ковно, Берестя, Гродно) залишалися московські гарнізони. Зокрема, гарнізон Вільна налічував, за різними даними, від 700 до 1300 осіб, включно з солдатами й козаками. Польське військо підійшло до Вільна, щоб повернути під свій контроль (сталося 29 квітня 1660 року). Ця спроба здобути місто, ослаблене епідемією чуми, не мала успіху. Перед початком облоги воєводі князю Михайлу Шеховскому вдалося значно зміцнити місто: «… і що зроблений був острог, і той острог підгнив і розвалився. І я зробив замість того острогу місто рубаною в 2 стіни — половину місту велику замість земляного міста, по кресленню і за креслеником полковника Томаса Белі … і поблизу всього містечка воду влаштував. І у великому місті, де живуть міщани, де були порожні місця заклав і забороли поблизу усього міста зробив і намастив».

## Облога
13 липня 1660 року розпочалася облога міста силами литовської жмудської дивізії під командуванням Михайла Казимира Паца (до 4000 чол.). Князь Мишецький спалив міські пасовиська, щоб супротивник не міг використовувати їх для укриття, і зачинився у Віленському замку. Відсутність облогової артилерії змусила литовців здійснити штурм 31 липня 1660 року, який завершився невдачею і коштував нападникам 700 чоловік убитими і пораненими.. Після цього жмудська дивізія вирушила на з'єднання з головними силами польсько-литовської армії, а місто залишилося осаджувати корпус Казимира Жеромського чисельністю 2000-3000 регулярних військ, підтриманих віленським військом. 17 серпня 1660 року московський гарнізон зробив велику вилазку і навіть увірвався на литовські позиції. Наприкінці серпня до військ, що здійснювали осаду, прибули приватні частині Богуслава Радзивілла з облоговою артилерією.
Дізнавшись про важке становище з боєприпасами і продовольством в обложених, Казимир Жеромський 8 листопада 1660 року здійснив черговий штурм, який завершився поразкою литовців. 27 листопада 1660 року завершилася невдачею спроба підпалити віленський замок (втрати нападників — до 100 чоловік убитими і пораненими). У грудні литовці зробили спробу підвести під мури міну, але московський гарнізон, довідавшись про задуми противника від перебіжчика, зміг зірвати диверсію, обрушивши склепіння мінної галереї. У грудні 1660 року облогу очолив великий гетьман литовський Павло Сапіга. Він почав переговори про здачу фортеці. Однак ці переговори ні до чого не привели. Гарнізон Вільни «приймав від своїх ворогів всякі утиски і відстояв з допомогою Божою від п'яти нападів».

## Здача замку
Литовське командування перейшло до затяжної облоги, яка тривала ще рік. Невдачі на фронті не дозволили московському командуванню надати допомогу обложеному гарнізонові. Ряди захисників танули, але князь не збирався здаватися і стратив будь-якого, хто говорив про здачу. Кілька десятків людей протягом облоги перейшло на бік литовців. У листопаді 1661 року до міста прибув король Ян II Казимир Ваза і став готуватися до вирішального штурму. До цього часу в гарнізоні міста залишилося лише 78 осіб. Побачивши приготування до атаки «стала в замку між полковниками і солдатами хиткість велика, стали говорити… шумом, щоб здати місто» і князю Данилу Юхимовичу довелося погодитися. Однак згода князя виявилася удаваною. Як писав сам князь, «…я схилився на це їх прохання, виходив до польських людей на переговори і просив терміну на один день, щоб у той час, де з гармат розбито, позакривати».
Дізнавшись, що князь не збирається здавати місто, початкові люди і солдати все гілем 3 грудня 1661 року заарештували свого воєводу, зв'язали, закували в заліза, мотлох… все пограбували, впустили польських людей до замку, а князя видали полякам. Гарнізон, крім трьох осіб, присягнув польському королю. 8 грудня королівський суд засудив воєводу до смертної кари, і 10 грудня 1661 року на Ратушній площі князь Мишецький був страчений «усікновенням голови».